# Live at Sala Palatului
Live at Sala Palatului este un album video realizat de formația Phoenix și apărut pe suport DVD în octombrie 2006, în timpul turneului național de promovare a albumului Baba Novak, lansat cu un an înainte. DVD-ul conține înregistrarea concertului de lansare a discului Baba Novak, spectacol susținut de formație în data de 21 octombrie 2005 la Sala Palatului din București și filmat de Televiziunea Română. Acest material video a apărut pe piață prin intermediul casei de discuri Phoenix Records, fiind produs de Nicolae Covaci, Josef Kappl, Ionuț Contraș și TVR 2.

## Piese
1. Cocoșii negri (folclor, prelucrare Nicolae Covaci și Josef Kappl / text popular)
2. Zori de zi (Nicolae Covaci / Dinu Olărașu)
3. Nunta (Nicolae Covaci / Victor Cârcu)
4. Păpărugă (folclor, prelucrare Nicolae Covaci / text popular)
5. Strunga (Nicolae Covaci / Vasile Alecsandri)
6. Baba Novak (Nicolae Covaci / Călin Angelescu)
7. Mila 2 de lângă 3 (Nicolae Covaci / Dinu Olărașu, Nicolae Covaci)
8. Orujo (Nicolae Covaci / Călin Angelescu, Nicolae Covaci)
9. Mica țiganiadă (Nicolae Covaci / Șerban Foarță, Andrei Ujică)
10. Mugur de fluier (Nicolae Covaci / Victor Cârcu)
11. Ochii negri, ochi de țigan (Nicolae Covaci / Victor Cârcu)
12. Orient Express (Nicolae Covaci / instrumentală)
13. Vremuri (Mony Bordeianu, Nicolae Covaci / Victor Șuvăgău, Mony Bordeianu)
14. Apocalipsa (Nicolae Covaci / Dinu Olărașu)
15. Vasiliscul și Aspida (Josef Kappl / Șerban Foarță, Andrei Ujică)
16. Sirena (Josef Kappl / Șerban Foarță, Andrei Ujică)
17. Negru Vodă (Nicolae Covaci / text popular)
18. Andrii Popa (Mircea Baniciu / Vasile Alecsandri)
19. Phoenix (Nicolae Covaci / Șerban Foarță, Andrei Ujică)

Observație: Piesele „Ochii negri, ochi de țigan” (11) și „Phoenix” (19) au fost omise din lista pieselor tipărită pe coperta albumului.

## Componența formației
- Nicolae Covaci – chitară electrică și acustică, vocal
- Josef Kappl – chitară bas, vocal
- Mircea Baniciu – vocal, tamburină
- Ovidiu Lipan – baterie
- Mani Neumann – vioară, blockflöte
- Cristi Gram – chitară electrică și acustică, voce de fundal
- Ionuț Contraș – voce de fundal